# Civitanova del Sannio
Civitanova del Sannio est une commune italienne de la province d'Isernia, dans la région Molise.

## Administration
| Période                                  | Période  | Identité        | Étiquette | Qualité |
| ---------------------------------------- | -------- | --------------- | --------- | ------- |
| Depuis 2004                              | En cours | Gino Cardarelli |           |         |
| Les données manquantes sont à compléter. |          |                 |           |         |

### Communes limitrophes
Bagnoli del Trigno, Chiauci, Duronia, Frosolone, Pescolanciano, Pietrabbondante, Poggio Sannita, Salcito, Sessano del Molise

## Personnalités liées à la ville
- Antonio Cardarelli (1831, Civitanova del Sannio - 1927, Naples) était médecin, clinicien et sénateur du royaume d'Italie.